# Lotus 18
La Lotus 18 è una monoposto con la quale la scuderia inglese Lotus ha preso parte al campionato del mondo di Formula 1.

## Storia
Debuttò al Gran Premio d'Argentina 1960 con Innes Ireland e venne utilizzata anche nelle tre stagioni seguenti dalla squadra ufficiale Lotus e da altri team privati. Corse 19 Gran Premi conquistando 3 vittorie, 5 pole-position e 4 giri veloci. Fu un eccezionale successo per il costruttore inglese e ne vennero realizzati circa 150 esemplari.

## Lotus 18/21

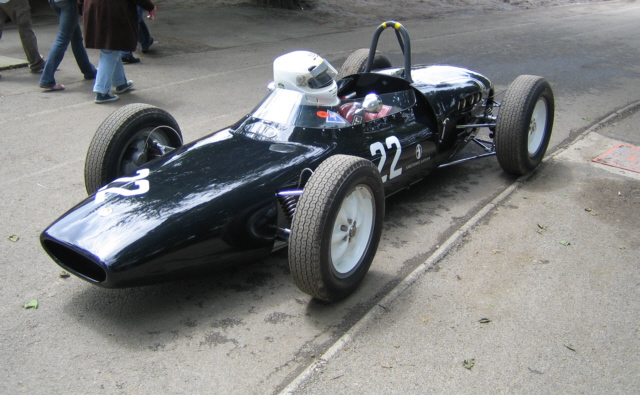
La Lotus 18/21

Nel 1961 la Lotus 18 fu migliorata con soluzioni tecniche prese in prestito dal modello 21. Questa particolare vettura è nota come modello 18/21.
Utilizzata dal 1961 al 1963, e da Clive Puzey nelle prove del Gran Premio del Sudafrica 1965, corse 9 Gran Premi e vinse con Moss al Nürburgring nel 1961.